# Vlag van Philippeville
De vlag van Philippeville is op onbekende datum bij raadsbesluit vastgesteld als de vlag van de Naamse gemeente Philippeville. De vlag kan als volgt worden beschreven:
Blauw, met een Bourgondisch kruis van geel, in de kwartieren vier gekroonde hoofdletters P, alles van wit.
De vlag komt overeen met het vlagontwerp van de Raad van Heraldiek en Vexillologie (Frans: Conseil d’héraldique et de vexillologie). De vlag is volledig gebaseerd op het gemeentewapen en ziet er dus helemaal hetzelfde uit.